# Bang 3, Pt. 2
Bang 3, Pt. 2 — третій студійний альбом американського репера Chief Keef, виданий 18 вересня 2015 р. Є сиквелом до Bang 3. Для промоції платівки того ж дня у Лос-Анджелесі мав статися голограмний концерт, утім його скасували.

## Передісторія
У липні 2014 репер оприлюднив попередній треклист Bang 3. Запрошеними гостями були: Lil B («Irri»), A$AP Rocky («SuperHeroes n Villains»). Попередня дата релізу: 18 серпня, що у свою чергу було попередньою датою Bang 3, виданого 1 серпня через витік до мережі.
Попри заяву про подвійний альбом, друга частина є окремим релізом під назвою Bang 3, Pt. 2 на сервісах цифрової дистриб'юції з іншою датою виходу. Обкладинка Bang 3, Pt. 2 є видозміненою обкладинкою Bang 3. 18 серпня відбулась прем'єра «Bouncin». Пісня пізніше потрапила до спільного мікстейпу Кіфа й DP Beats Almighty DP 2, випущеного 11 вересня.
18 вересня 2015 року також стався випуск бокс-сету Bang, куди потрапили обидві частини. Через технічну помилку на CD не було обіцяних бонус-треків «T'd», «Ignorant» і «Told Ya». У відповідь на це FilmOn надсилали їх та ще дві пісні «Off the Tooka» й «Real Money» в разі підтвердження купівлі. Обкладинка бокс-сету є видозміненою обкладинкою Bang 3.

## Список пісень
| #   | Назва                   | Автор                                                | Продюсер(и)          | Тривалість |
| --- | ----------------------- | ---------------------------------------------------- | -------------------- | ---------- |
| 1.  | «Pee Pee'd»             | Кіт Козарт                                           | Chief Keef           | 3:38       |
| 2.  | «Wit It»                | Козарт Даррелл Джексон                               | Chopsquad DJ         | 4:32       |
| 3.  | «Bouncin»               | Козарт Дон Паскалл                                   | DP Beats             | 3:15       |
| 4.  | «Charge My Car»         | Козарт Екзев'є Дотсон                                | Zaytoven             | 3:16       |
| 5.  | «Get That Sack»         | Козарт                                               | Chief Keef           | 3:30       |
| 6.  | «Irri» (з участю Lil B) | Козарт Брендон Крістофер Маккартні Віллі Джером Берд | Will-A-Fool          | 3:19       |
| 7.  | «Racist»                | Козарт Дотсон                                        | Zaytoven             | 4:17       |
| 8.  | «Gloin»                 | Козарт                                               | Chief Keef           | 3:11       |
| 9.  | «That Night»            | Козарт                                               | Chief Keef           | 2:48       |
| 10. | «It's More»             |                                                      | Ace Bankz Real Fresh | 3:33       |
| 11. | «OG Fiji»               | Козарт Дотсон                                        | Zaytoven             | 4:11       |
| 12. | «Tree Tree»             | Козарт                                               | Chief Keef           | 3:23       |

Реліз разом із Bang 3 потрапив до бокс-сету Bang 3.
| Бонус-треки FilmOn після підтвердження купівлі бокс-сету | Бонус-треки FilmOn після підтвердження купівлі бокс-сету | Бонус-треки FilmOn після підтвердження купівлі бокс-сету | Бонус-треки FilmOn після підтвердження купівлі бокс-сету | Бонус-треки FilmOn після підтвердження купівлі бокс-сету |
| #                                                        | Назва                                                    | Автор                                                    | Продюсер(и)                                              | Тривалість                                               |
| -------------------------------------------------------- | -------------------------------------------------------- | -------------------------------------------------------- | -------------------------------------------------------- | -------------------------------------------------------- |
| 1.                                                       | «T'd»                                                    | Козарт Паскалл                                           | Chief Keef DP Beats                                      | 3:14                                                     |
| 2.                                                       | «Ignorant»                                               | Козарт                                                   | Wolves                                                   | 6:26                                                     |
| 3.                                                       | «Told Ya»                                                | Козарт                                                   | Chief Keef                                               | 2:53                                                     |
| 4.                                                       | «Off the Tooka» (з участю Tadoe)                         |                                                          | YK808                                                    | 2:12                                                     |
| 5.                                                       | «Real Money»                                             | Козарт                                                   | Chief Keef                                               | 3:14                                                     |
| 17:59                                                    |                                                          |                                                          |                                                          |                                                          |

## Чартові позиції
| Чарт (2015)               | Найвища позиція |
| ------------------------- | --------------- |
| США                       | 104             |
| US Rap Albums             | 14              |
| US Top R&B/Hip-Hop Albums | 18              |